# Tibor Mekyňa
Tibor Mekyňa (26. dubna 1942 – 8. prosince 2011) byl československý hokejový obránce.

## Hokejová kariéra
V československé lize hrál za CHZ Litvínov. V nižších soutěžích hrál i za VTJ Dukla Košice a TJ VŽKG Ostrava. Odehrál 5 ligových sezón, nastoupil ve 111 ligových utkáních a dal 9 gólů.

## Klubové statistiky
| Sezona    | Klub               | Soutěž  | Základní část | Základní část | Základní část | Základní část | Základní část |
| Sezona    | Klub               | Soutěž  | Z             | G             | A             | B             | TM            |
| --------- | ------------------ | ------- | ------------- | ------------- | ------------- | ------------- | ------------- |
| 1961/1962 | Jiskra SZ Litvínov | 1. liga | 30            | 4             | 0             | 4             | -             |
| 1963/1964 | VTJ Dukla Košice   | 2. liga | -             | -             | -             | -             | -             |
| 1964/1965 | CHZ Litvínov       | 1. liga | 24            | 2             | -             | -             | -             |
| 1965/1966 | CHZ Litvínov       | 1. liga | 25            | 1             | 2             | 3             | -             |
| 1966/1967 | CHZ Litvínov       | 1. liga | 12            | 2             | -             | -             | -             |
| 1967/1968 | CHZ Litvínov       | 1. liga | 10            | 0             | 1             | 1             | -             |
| 1968/1969 | TJ VŽKG Vítkovice  | 2. liga | -             | -             | -             | -             | -             |
| 1969/1970 | TJ VŽKG Vítkovice  | 2. liga | -             | -             | -             | -             | -             |